# Татранов Костянтин Жадигерович
Костянти́н Жадигерович Татра́нов (нар. 1 листопада 1972) — український бадмінтоніст, багаторазовий чемпіон України, колишній гравець Національної збірної України, майстер спорту України міжнародного класу.

## Кар'єра
Вихованець дніпровської школи бадмінтону (тренер Шевченко Ірина Миколаївна). Був членом юнацької збірної СРСР. За збірну України виступав під керівництвом заслуженого тренера Геннадія Махновського.
Чемпіон України 1996 року в одиночному та 7-разовий чемпіон України у парному розряді (1994—1999; 2001).
На міжнародному рівні він виграв «Slovak International» та «Volant d'Or de Toulouse».
1995, 1997, 1999 та 2001 років брав участь у чемпіонатах світу з бадмінтону.

## Досягнення
| Рік  | Подія                   | Категорія         | Місце | Переможець                               |
| ---- | ----------------------- | ----------------- | ----- | ---------------------------------------- |
| 1995 | Slovak International    | Чоловіча парна    | 1     | Валерій Стрільцов / Костянтин Татранов   |
| 1996 | Чемпіонат України       | Чоловіча парна    | 1     | Валерій Стрільцов / Костянтин Татранов   |
| 1997 | Чемпіонат України       | Чоловіча парна    | 1     | Валерій Стрільцов / Костянтин Татранов   |
| 1998 | Volant d'Or de Toulouse | Чоловіча одиночна | 1     | Костянтин Татранов                       |
| 1998 | Чемпіонат України       | Чоловіча парна    | 1     | Валерій Стрільцов / Костянтин Татранов   |
| 1999 | Чемпіонат світу         | Чоловіча парна    | 17    | Валерій Стрільцов / Костянтин Татранов   |
| 1999 | Чемпіонат України       | Чоловіча парна    | 1     | Валерій Стрільцов / Костянтин Татранов   |
| 2001 | Чемпіонат світу         | Парна змішана     | 17    | Костянтин Татранов / Наталія Єсипенко    |
| 2001 | Чемпіонат світу         | Чоловіча парна    | 17    | Валерій Стрільцов / Костянтин Татранов   |
| 2001 | Чемпіонат України       | Чоловіча парна    | 1     | Владислав Дружченко / Костянтин Татранов |